# Deresa Geleta
Deresa Geleta (ur. 14 stycznia 1996) – etiopski lekkoatleta specjalizujący się w biegach długich.
Na Igrzyskach Olimpijskich w Paryżu w 2024 roku zajął 5. miejsce w maratonie mężczyzn z czasem 2:07:31. 